# Трекинг (виртуальная реальность)
Позиционный трекинг (англ.  positional tracking) — одна из технологий виртуальной реальности, лежащая в основе взаимодействия человека с виртуальным миром. Предназначена для определения позиции и ориентации реального объекта (например, руки, головы или специального устройства) в виртуальной среде с помощью нескольких степеней свободы. Как правило, трёх координат его расположения (x, y, z) и трёх углов, задающих его ориентацию в пространстве («крен», «тангаж», «рыскание» или углы Эйлера). Определение позиции и ориентации реального объекта в пространстве определяется при помощи специальных датчиков и маркеров. Датчики снимают сигнал с реального объекта при его перемещении и передают полученную информацию в компьютер.

## Естественные системы трекинга в реальном мире
Система трекинга виртуальной реальности представляет собой некую копию систем позиционирования и ориентации, существующих в природе. «Естественные» системы трекинга в реальном мире — органы чувств человека. Например, зрение помогает человеку определить, где он находится относительно других предметов и людей.
При отсутствии способности видеть для ориентации в пространстве подключается слух. Летучие мыши и дельфины пользуются именно такой системой трекинга. Ультразвук даёт им возможность не только заметить препятствие на пути, но и определить расстояние до него.

## Типы трекинга
Ни одна система не может считаться полноценной системой ВР, если она не будет знать позицию и ориентацию пользователя и его действия в каждый момент времени. Трекинг организует передачу этой информации в «головной мозг» системы. Трекинг — это глаза, уши, осязание и обоняние системы ВР.
Для реализации трекинга в ВР применяются электромагнитные, ультразвуковые, инерционные и оптические системы.

## Оптический трекинг
Системы оптического трекинга (англ. optical tracking) основаны на том же принципе, что и стереоскопическое зрение человека. Когда человек смотрит двумя глазами, он способен определить, на каком расстоянии находится объект и как он ориентирован.

### Принцип работы
Работа систем оптического трекинга основана на отслеживании специальных оптических маркеров, которыми оснащено устройство взаимодействия с ВР (интерактивное устройство). Затем система трекинга передаёт сигнал в компьютер, где информация обрабатывается. После этого система даёт реакцию на изменение позиции и ориентации интерактивного устройства, видоизменяя ВР согласно прописанному сценарию взаимодействия.

Устройства для оптического трекинга с оптическими маркерами (A.R.T. GmbH)

Для систем оптического трекинга, как правило, используются специальные модули регистрации оптического сигнала, иначе датчики или камеры (от одного в простых системах и до нескольких десятков в комплексных системах ВР).
Одной из задач систем оптического трекинга является калибровка системы в координатах реального мира. Это делается для установления взаимно однозначной связи между координатами в реальном и виртуальном мирах, чтобы человек смог «взять» виртуальный предмет своей рукой или специальным устройством, а система отразила это действие в своём виртуальном пространстве.

### Недостатки оптического трекинга
Основной недостаток систем оптического трекинга — необходимость точной калибровки модулей приёма оптического сигнала (камеры). Для работы такой системы обычно требуется две камеры или больше. Их рабочая зона — это область пересечения видимости камер. Чем обширнее должна быть зона взаимодействия, тем больше камер необходимо установить, тем сложнее становится процедура калибровки. Однако оптические системы трекинга применяются чаще остальных, поскольку они более надёжны и доступны в цене.

### Оптический трекинг на базе 2-х и более камер
Системы профессионального оптического трекинга от западных компаний сегодня используют от 2-х до 4-х камер в каждой системе трекинга. В системах с двумя и более камерами нужно провести внутреннюю калибровку, то есть установить зависимость между внешними размерами шаблона-маски и его образом на матрице камеры. После этого следует выполнить внешнюю калибровку, связав координатные системы (реальное местоположение) камер между собой, а затем с координатной системой виртуального мира (как правило, это координаты экрана, являющегося «окном» в виртуальную реальность).
При использовании двух, трёх, четырёх и более камер, необходимо их калибровать попарно. Раньше это делалось вручную, сейчас это сделано в полуавтоматическом режиме. Стоимость таких систем — примерно $300 за две камеры.

## Ультразвуковой трекинг

### Принцип работы
В системе ультразвукового трекинга передатчики располагаются на реальном объекте, который двигается в пространстве, а приёмники крепятся таким образом, чтобы образовать антенну (в некоторых системах передатчики и приёмники меняются местами, всё зависит от бизнес-задачи).
Когда передатчик посылает сигнал, его принимают статичные сенсоры и измеряют время между отправлением и приёмом сигнала. На основе полученного результата, то есть по времени задержки, высчитывается расстояние между излучателем и приёмником. По данным о расстоянии вычисляются трёхмерные координаты объекта в системе. Ориентация объекта определяется с помощью связки из трёх жёстко закреплённых передатчиков.

### Достоинства систем ультразвукового трекинга
Достоинствами систем ультразвукового трекинга является хорошая точность измерения координат и углов, а также возможность построения практически любой рабочей зоны.

### Недостатки ультразвукового трекинга
К основным недостаткам ультразвукового трекинга следует отнести необходимость прямой видимости между излучателями и приёмниками, низкая скорость ультразвука, необходимость точной калибровки приёмников, снижение точности при изменении температуры и при порывах ветра.